# Choi Soon-sil
Choi Soon-sil (23 de Junho de 1956) é uma sul-coreana, conhecida por seu envolvimento no escândalo político de 2016 na Coreia do Sul, que resultou no processo de Park Geun-hye, a 18º presidente da Coreia do Sul. Choi Soon-Sil tinha acesso direto à presidente, ela é suspeita de influenciar o governo sul-coreano.
Filha de um líder de um culto xamanista, Choi Soon-sil começou a se envolver em negócios e na política na década de 80.

## Escândalo político na Coreia do Sul
Choi Soon-sil está envolvida no escândalo de 2016 na Coreia do Sul, com alegações de que ela tinha influência sobre a presidente do país, Park Geun-hye, influenciando as decisões políticas do país. Promotores de justiça do país investigaram escritórios e casas relacionados a Choi Soon-sil, e Park anunciou a dispensa de alguns secretários do país seguindo o evento.
Em 23 de Junho de 2017, a corte do distrito Sul da Coreia do Sul condenou Choi Soon-sil por três anos para a prisão, considerada culpada por obstrução de justiça e pelo suborno de professores para a admissão de sua filha na Universidade de Mulheres Ewha.